# Xã Bloomington, Quận Monroe, Indiana
Xã Bloomington (tiếng Anh: Bloomington Township) là một xã thuộc quận Monroe, tiểu bang Indiana, Hoa Kỳ. Năm 2010, dân số của xã này là 44.167 người.